# Attatha attathoides
Attatha attathoides är en fjärilsart som beskrevs av Karsch 1896. Attatha attathoides ingår i släktet Attatha och familjen nattflyn. Inga underarter finns listade i Catalogue of Life.

## Bildgalleri

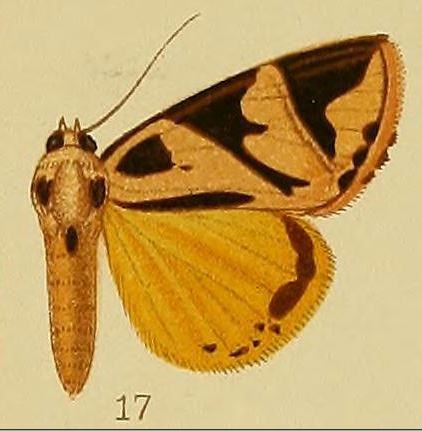